# Lei norueguesa (Israel)
A Lei norueguesa (em hebraico:  החוק הנורווגי, HaḤok HaNorvegi) é o nome dado a uma emenda à Lei Básica: Knesset, uma das Leis Básicas de Israel. Ela é sobre a nomeação de ministros e membros do Knesset. A emenda permite que ministros ou vice-ministros renunciem ao Knesset mas permaneçam ministros, ficando a sua cadeira no Knesset ocupada pela próxima pessoa na lista do partido. Se a pessoa que renunciou deixar o governo, ela poderá voltar ao Knesset no lugar do seu substituto. A lei inicialmente limitava cada parte a uma renúncia e substituição. A legislação tornou-se conhecida como 'Lei norueguesa' devido a um sistema semelhante em vigor na Noruega. A emenda foi aprovada pelo Knesset por uma votação de 64–51 no dia 30 de julho de 2015.
Uma versão ampliada da lei, que permitia que todos os ministros renunciassem e fossem substituídos, foi aprovada a 15 de junho de 2020 por uma votação de 66–43.